# جدولة كسب
جدولة الكسب  في نظرية التحكم هي طريقة من طرائق التحكم وتطويع النظم. تعتمد هذه الطريقة على تخطيط نظام ما حول العديد من نقاط تشغيله ومعالجة إشكال التحكم في في نظام غير خطي على أنه إشكال تحكم في نظام خطي.
ويتم تصميم العديد من المتحكمات كل منها مصمم لمجال معين حول نقطة التخطيط. الإشكال الذي نلاقيه في هذه الطريقة هو مدى إتساع هذه المجال أي السؤال: إلى أي مدى يتوافق تخطيط نظام ما حول نقطة تشغيل مع النموذج اللاخطي وحتي مع النظام الحقيقي.
السؤال مهم حيث أنه يجب أن يكون المتحكم أو المتحكمات المصممة تغطي كل مجال عمل النظام. حيث أنه مثلا بالنسبة للطائرات يتم عمل المتحكمات بطرق مختلفة وإحداها هذه الطريقة. فمثلا الطائرة يجب أن تطير في ارتفاعات مختلفة يمكن أن نعتبرها نقاط تشغيل النظام حيث النظام هنا هو الطائرة. المتحكمات المصممة يجب أن تغطي جميع الارتفاعات التي يمكن أن تتحرك فيها الطائرة.

## وصلات خارجية
وصلة إلى ملف PDF باللغة الإنجليزية